# Felipe Garcia
Felipe Garcia Gonçalves, mais conhecido como Felipe Garcia (Porto Alegre, 6 de novembro de 1990), é um futebolista brasileiro que atua como meia e atacante. Atualmente, está no São Bernardo.

## Carreira
Felipe Garcia ganhou projeção no futebol brasileiro em 2016, quando terminou a Série B do Campeonato Brasileiro como vice-artilheiro, com 13 gols, pelo Grêmio Esportivo Brasil. No final daquela temporada, com o encerramento do contrato, assinou com o Nagoya Grampus.
No clube japonês, em 2017, Felipe Garcia recebeu a camisa 10 e chegou com a missão de subir a equipe, que disputou naquela temporada a J2 League. Conseguiu. Com um terceiro lugar, o time obteve o acesso à J League. 
No ano seguinte, o jogador foi emprestado ao Goiás. A missão entregue ao atleta novamente foi de conseguir o acesso à elite, desta vez do Campeonato Brasileiro. Novamente conseguiu atingir o objetivo, após a equipe goiana fechar a Série B com 60 pontos. Antes disso, o atleta já havia conquistado o título do Campeonato Goiano de Futebol de 2018.
Na temporada de 2023, o atacante tinha acertado com o ABC, de Natal. Na sua estreia com a camisa alvinegra, Felipe Garcia marcou dois gols na vitória de goleada por 4 a 0 diante do Força e Luz, pelo Campeonato Potiguar. No mesmo ano, o atacante acertou o seu retorno ao Operário-PR, do Paraná.

## Títulos
Pelotas
- Copa Sul-Fronteira: 2013
- Super Copa Gaúcha: 2013
- Recopa Gaúcha: 2014

Brasil de Pelotas
- Campeonato do Interior Gaúcho: 2015

Goiás
- Campeonato Goiano: 2018

Chapecoense
- Campeonato Brasileiro - Série B: 2020